# Emmaüs
Az Emmaüs (vagy Emmaus) egy francia eredetű karitatív közösség, melyet Pierre abbé alapított. Célja a társadalom legkiszolgáltatottabbjainak segítése.

## Eredete
Nevét a Jeruzsálemtől mintegy tizenkét kilométerre fekvő, Lukács evangéliumában szereplő Emmaus városáról kapta, ahova a feltámadás estéjén hazatartva két tanítvány – Kleofás és társa – találkozott egy idegennel, akit meghívtak házukba. Ott az idegen kenyeret vett, megáldotta, majd megtörve azt odanyújtotta nekik. A tanítványok ekkor ismerték fel benne Jézust. Az emmauszi út és vacsora a hit, a felismerés szimbóluma.

## Története
1949-ben Pierre abbé Neuilly-Plaisance-ban lakott. Házába rendszeresen fogadott nehézségekkel küszködő egyéneket. A hely egyfajta nemzetközi ifjúsági szállássá alakult, mely az Emmaüs nevet kapta.
A világi jellegű Emmaüs közösséget 1953-ban alapították, mozgalom szervezése végett. 1954-ben Franciaországban nagyon kemény tél volt, több ember megfagyott. Ebben a katasztrofális helyzetben Pierre abbé a Radio Luxembourg (RTL) hullámhosszán drámai felhívást intézett a nemzethez, mely így kezdődött. „Barátaim! Segítség!” A felhívás a „jóakarat fellázadásához” vezetett, hatására a közösség rövid idő alatt hatalmas mennyiségű adományra tett szert. Már a felhívást követő napokban közel 2000 tonna adomány gyűlt össze, mintegy félmilliárd francia frank értékben. Az első időben ezek az adományok kizárólag a legnagyobb szükségben szenvedők között kerültek szétosztásra, később, a közösség fejlesztésére is jutott.
Idővel, a fejlődés következtében, a közösség több szervezetre tagozódott. 1969-ben tartották meg az első világtalálkozót Bernben. Az Emmaüs mára az egész világot behálózó mozgalommá vált: a társult szervezetekkel együtt az 5 kontinens közel 50 országban van jelen. Munkájukat a Nemzetközi Emmaüs Mozgalom fogja össze.

## Karitatív tevékenysége
Az Emmaüs célja a társadalom legkiszolgáltatottabbjainak, a szegénységtől, igazságtalanságtól, kirekesztettségtől sújtottaknak a segítése. Támogatják a fizikailag vagy szellemileg hátrányos helyzetben levőket, betegeket, az alkoholizmus, a kábítószer és a természeti csapások áldozatait, börtönből szabadultakat, menekülteket. Közösségeikben a szegényekkel együtt élnek, újrahasznosításból származó anyagok és tárgyak eladásából tartják fenn magukat. A mozgalom három alapelve:
1. Közösségi élet
2. Munka (hulladékgyűjtés és újrahasznosítás)
3. Segítségnyújtás a legelesettebbeknek.

A közösségek tevékenysége többszörös haszonnal jár:
- Lehetővé teszi, hogy a társadalom szélére sodródott egyének közösséget alkotva együtt dolgozzanak és megéljék a szolidaritás élményét; ezáltal visszakapják emberi méltóságukat, és büszkék lehetnek arra, hogy tevékenységük társadalmilag hasznos.
- Gazdasági hasznot hajtanak
  - a használt cikkek begyűjtésével, válogatásával és eladásával,
  - mezőgazdasági termeléssel és
  - állattenyésztéssel.
- Az elvégzett munka nyereségéből:
  - segélyeznek más elesetteket és a harmadik világ szegényeit,
  - küzdenek az analfabetizmus ellen,
  - részt vesznek az emberi jogok védelmében,
  - képzési tevékenységet nyújtanak,
  - szállást biztosítanak rászorulóknak és
  - támogatják a környezetvédelmemet.

## Székhelye
Emmaüs International
F-94140 Alfortville (Franciaország), rue Paul Vaillant Couturier, 183 bis.